# Peter Green
Peter Green, nascido Peter Allen Greenbaum (Bethnal Green, 29 de outubro de 1946 – 25 de julho de 2020), foi um cantor, compositor e guitarrista de blues rock britânico. Como co-fundador da banda Fleetwood Mac, foi introduzido no Rock and Roll Hall of Fame em 1998. As músicas de Green, como "Albatross", "Black Magic Woman", "Oh Well", "The Green Manalishi (With the Two Prong Crown)" e "Man of the World", apareceram nas paradas de singles, e várias foram adaptadas por uma variedade de músicos.
Foi uma figura importante na "segunda grande época" do movimento blues britânico. B.B. King comentou: "Ele tem o tom mais doce que eu já ouvi; foi o único que me fez suar frio". Eric Clapton elogiou o seu estilo como guitarrista. Ficou conhecido pelo uso de flexões de cordas, vibrato e economia de estilo.
A revista Rolling Stone classificou Green em número 58 na sua lista dos "100 Maiores Guitarristas de Todos os Tempos". Seu tom no instrumental "The Supernatural" foi classificado como um dos 50 maiores de todos os tempos pela Guitar Player. Em junho de 1996, foi eleito o terceiro melhor guitarrista de todos os tempos pela revista Mojo.
Morreu no dia 25 de julho de 2020, aos 73 anos.